# Jean-Paul Bouffandeau
Pour les articles homonymes, voir Bouffandeau.
Jean-Paul Bouffandeau, né le 29 mars 1949 à Cholet (Maine-et-Loire), est un footballeur professionnel français.

## Biographie
Ce meneur de jeu, décrit comme élégant, évolue pendant la majorité de sa carrière en  deuxième division du championnat de France, dont il est élu meilleur joueur en 1976 par le magazine France Football.
En 1971, il dispute les Jeux méditerranéens de 1971 avec l'équipe de France amateure.
Après sa retraite sportive, il s'installe à Fouesnant, en Bretagne, où il s'occupe du club local et travaille dans le milieu bancaire.

## Statistiques
Au cours de sa carrière, Bouffandeau dispute 290 matchs de Division 2.
| Saison                | Club                  | Championnat           | Championnat | Championnat | Coupe(s) nationale(s) | Coupe(s) nationale(s) | Total | Total |
| Saison                | Club                  | Division              | M.          | B.          | M.                    | B.                    | M.    | B.    |
| 1970-1971             | US Le Mans            | D2                    | 8           | 2           | -                     | -                     | 8     | 2     |
| 1971-1972             | US Le Mans            | D2                    | 28          | 13          | 1                     | 0                     | 29    | 13    |
| 1972-1973             | US Le Mans            | D2                    | 31          | 9           | 1                     | 0                     | 32    | 9     |
| 1973-1974             | US Le Mans            | D2                    | 34          | 8           | -                     | -                     | 34    | 8     |
| 1974-1975             | SM Caen               | D3                    | 30          | 5           | -                     | -                     | 30    | 5     |
| 1975-1976             | SM Caen               | D2                    | 34          | 6           | 1                     | 0                     | 35    | 6     |
| 1976-1977             | SM Caen               | D2                    | 34          | 13          | 3                     | 2                     | 37    | 15    |
| 1977-1978             | SM Caen               | D2                    | 29          | 4           | 1                     | 0                     | 30    | 4     |
| 1978-1979             | Stade Quimpérois      | D2                    | 30          | 6           | 3                     | 0                     | 33    | 6     |
| 1979-1980             | Stade Quimpérois      | D2                    | 31          | 6           | 3                     | 0                     | 34    | 6     |
| 1980-1981             | Stade Quimpérois      | D2                    | 31          | 4           | 1                     | 0                     | 32    | 4     |
| Total sur la carrière | Total sur la carrière | Total sur la carrière | 320         | 76          | 14                    | 2                     | 334   | 78    |

## Palmarès
- Champion de Division 3 (1975)